# Роземайер, Бернд
Бернд Ро́земайер (Роземейер, нем. Bernd Rosemeyer; 14 октября 1909, Линген — 28 января 1938, близ Мёрфельден-Вальдорф) — немецкий автогонщик, чемпион Европы 1936 года. Погиб на трассе Франкфурт-Дармштадт. Наряду с Рудольфом Караччолой был одним из известнейших немецких автогонщиков довоенной эпохи, воспринимаясь одновременно и как один из символов Третьего рейха. Гауптштурмфюрер СС.

## Ранние годы
Племянник Йозефа Роземейера.
Отец Бернда владел автомастерской. После окончания школы Бернд там работал помощником. В шестнадцать лет получил водительские права.

## Гоночная карьера

### Мотоциклы
В 1931 году фирма по производству мотоциклов Zündapp объявила конкурс на замещение вакантной должности заводского гонщика, в котором лучшим стал Бернд. Первую гонку он провёл на трассе в Ольденбурге в классе 250 см³, одержав в том сезоне десять побед. В 1932 году выступал в гонках на частном BMW, менеджером стал его брат Йоб. В том же году выиграл гонку в Хоэнсбурге в классе 500 см³ и 1000 см³. В следующем году он пересел на мотоцикл NSU, на котором выиграл гонку в Силезии, на трассе в Боденхайме, в венгерской горной гонке в Гёдёллё и километровую гонку в Будапеште. В 1934 году пересел на DKW и первенствовал в гонках в Силезии, Гогенштауфене, 2000 километровой гонке и шестидневной Международной гонке.

### Автомобили

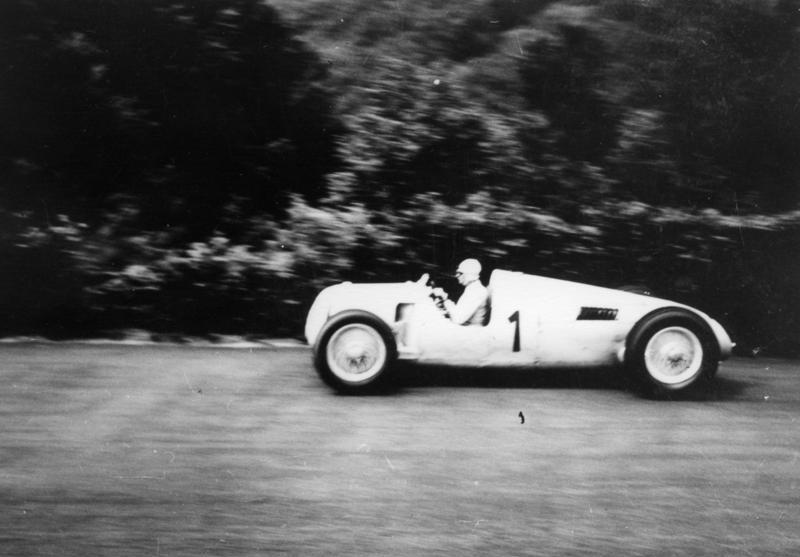
Роземайер в 1937 году на Нюрбургринге

DKW принадлежала Auto Union, за которую он начал выступать в том же году в Больших призах (Гран-при) с целью подготовиться к сезону-1935 чемпионата Европы. В 1935 году он выступал как заводской гонщик Auto Union, одержав свою первую победу 29 сентября 1935 году на Масарик-ринге в Брно. В 1936 году он стал чемпионом Европы. Кроме того, он соревновался с Караччолой в рекорде абсолютной скорости. Роземайер стал первым, кто превысил скорость 400 км/ч на дороге общего пользования (406,32 км/ч 26 октября 1937 года, дистанция 5 км, старт с ходу).
13 июля 1936 года Роземайер женился на Элли Байнхорн, известнейшей и удачливейшей женщине-лётчике того времени. У них родился сын — Бернд Роземайер (младший), ставший спортивным врачом и работавшим в ADAC в секторе транспортной медицины.

### Гибель
28 января 1938 года Караччола на автобане Франкфурт-Дармштадт (нынешняя трасса А5) установил рекорд скорости 432,69 км/ч. Роземайер был полон решимости отыграться, однако на скорости 440 км/ч из-за бокового ветра потерял управление и попал в аварию. Его могила находится на Далемском лесном кладбище в Берлине.

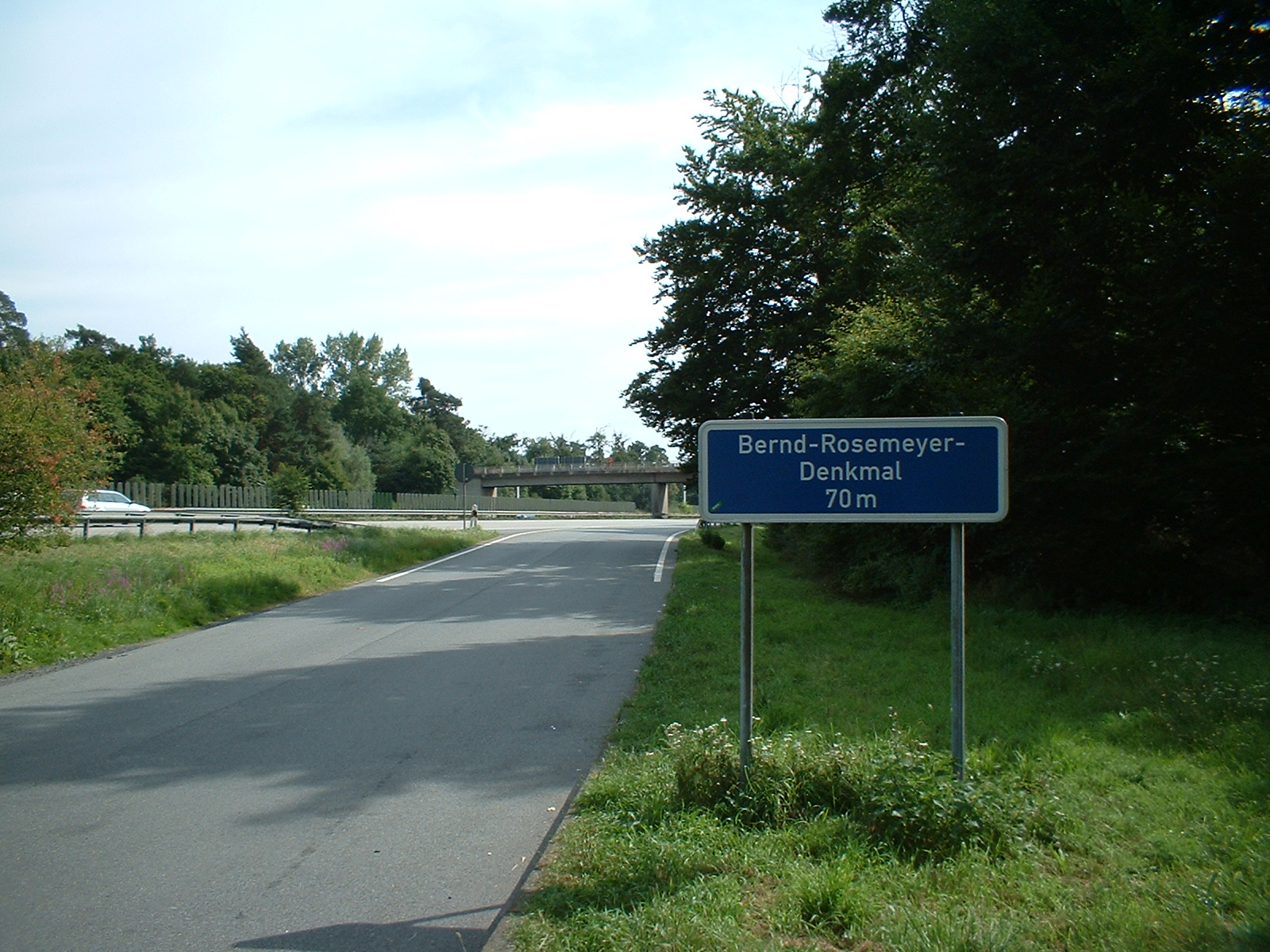
Указатель расстояния до памятника Роземайеру на трассе А5
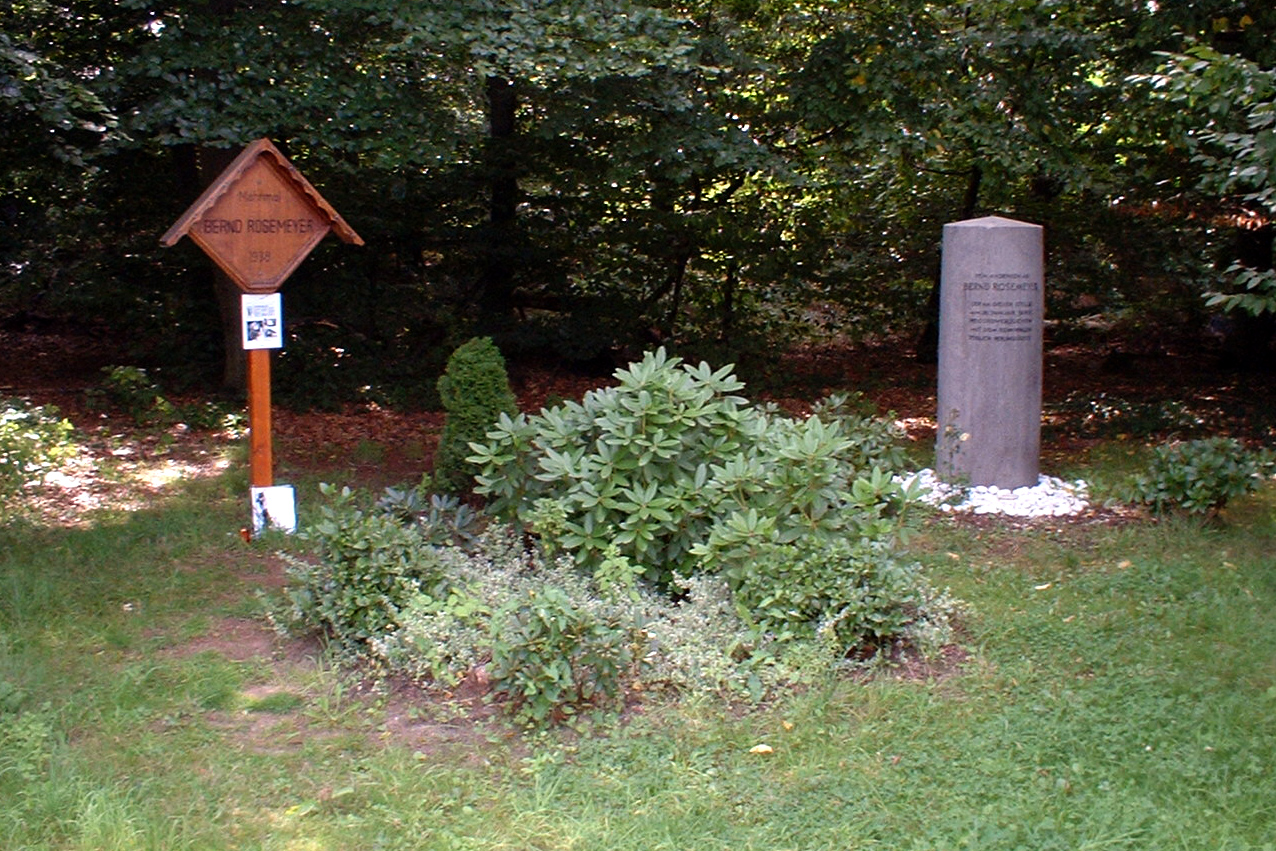
Мемориал Роземайера
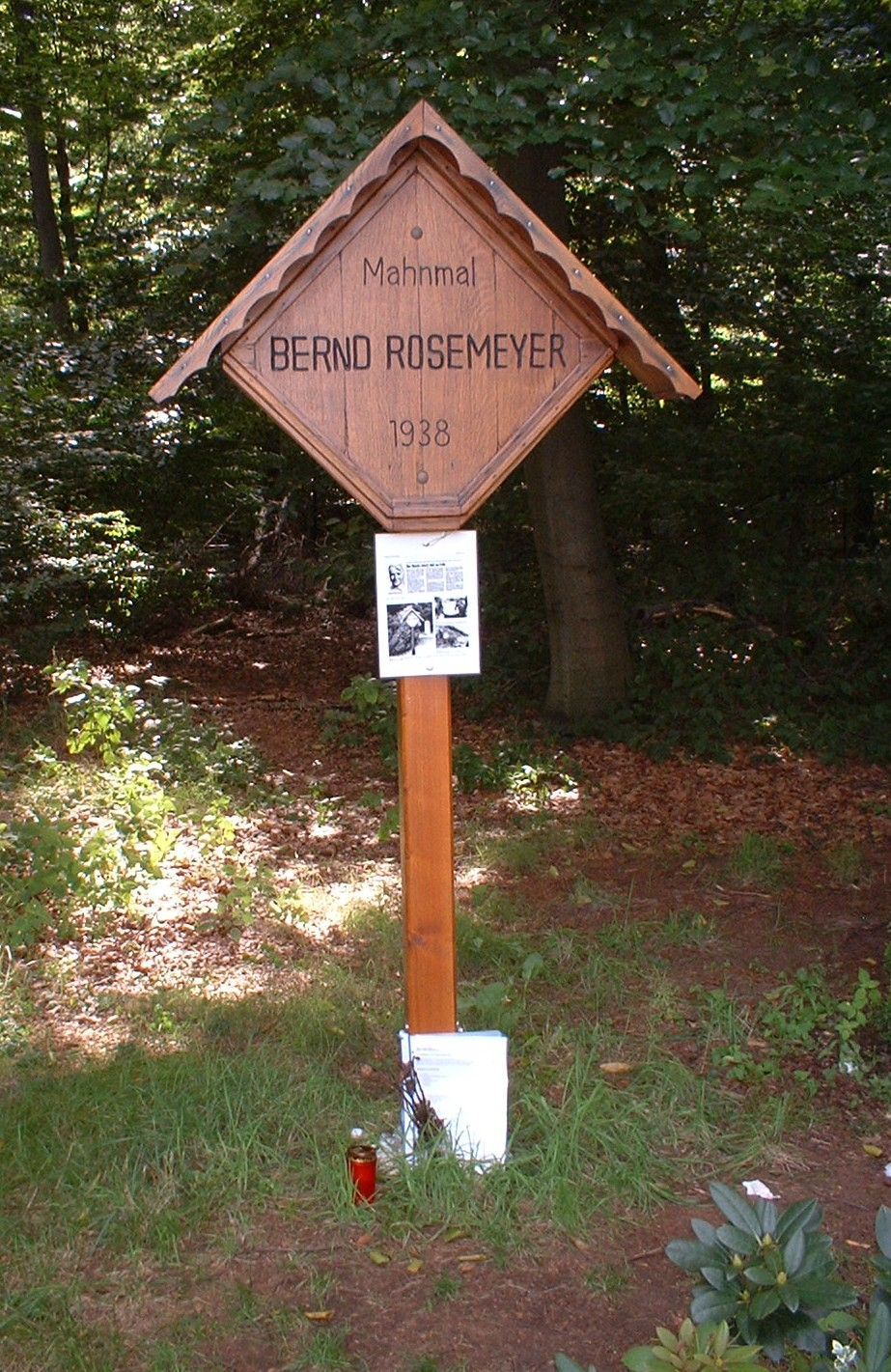
Мемориальная доска
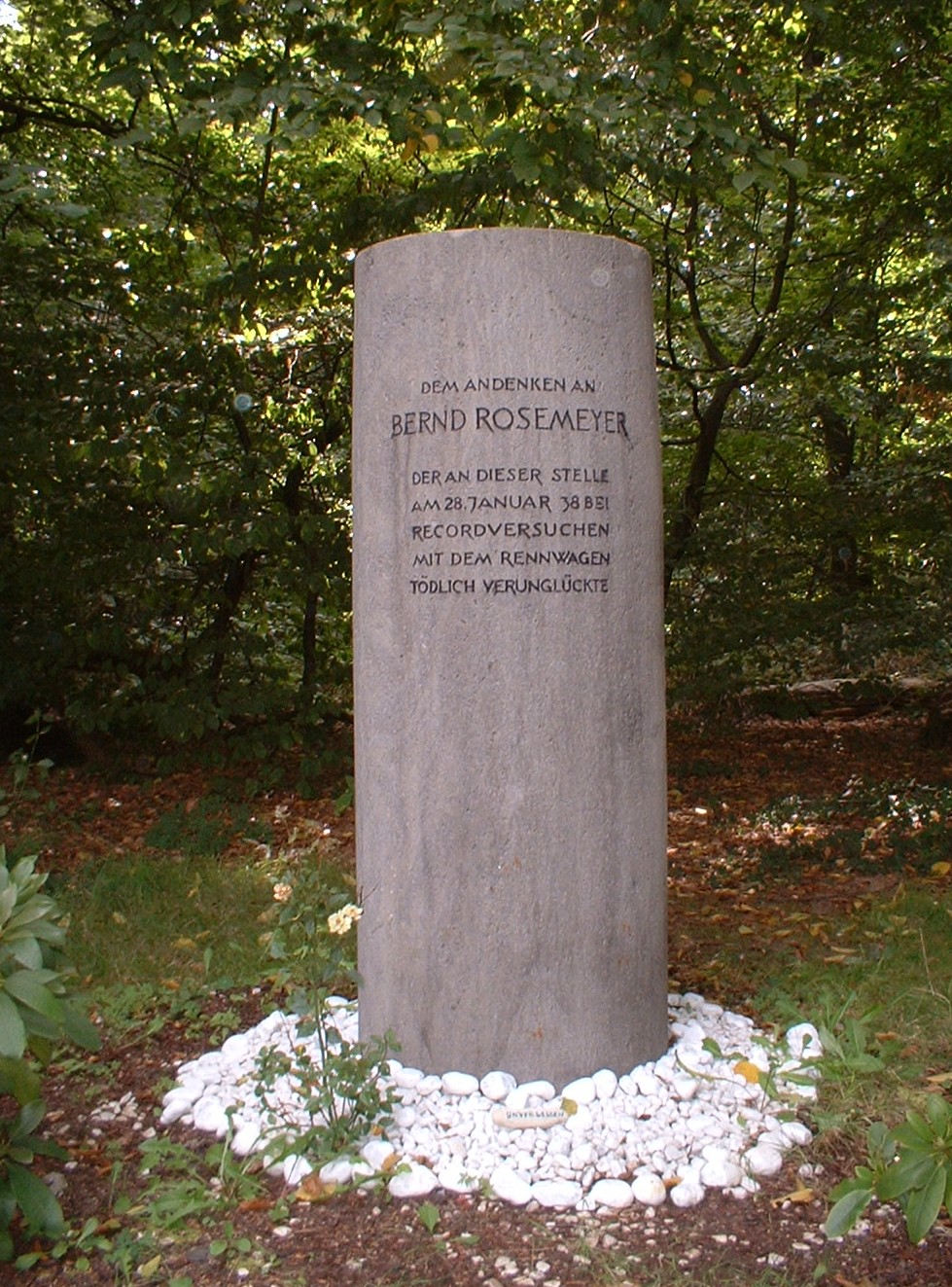
Мемориальный камень (памятник)

## Роземайер инацизм

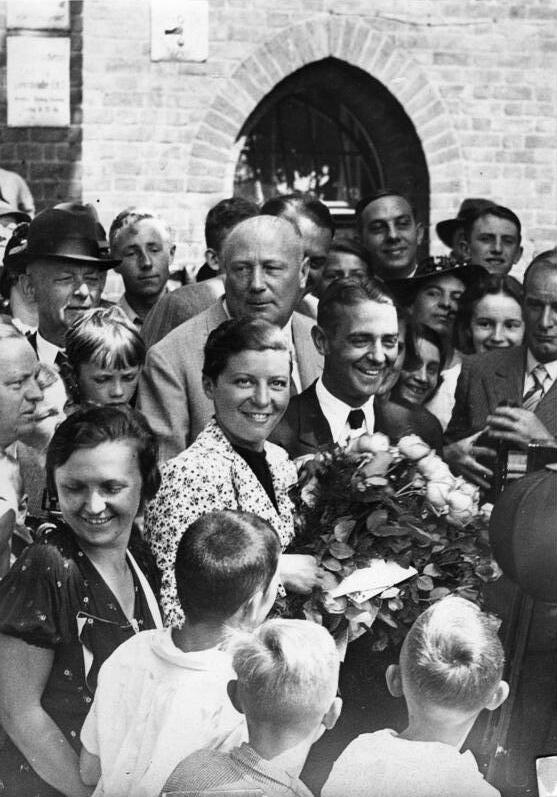
Свадьба Элли Байнхорн и Роземайера (1936)

С 1933 года Роземайер служил в СС, рассматриваясь нацистами в качестве героя. Про его смерть Гитлер сказал, что Роземайер был одним из лучших среди пионеров автогонок, имевшим огромное значение для автоспорта и автомобильной промышленности Германии.
Писатель и критик Виктор Клемперер в 1946 году писал про Роземайера:

Наиболее частым и запоминающимся изображением героизма середины тридцатых был автогонщик: после своей смерти Бернд Роземайер в глазах народа сравняется с Хорстом Весселем.

Как и Вессель, Роземайер был членом СА и хауптштурмфюрером СС. Это было одним из основным пунктов гитлеровской пропаганды и нацистской идеологии для превознесения «арийской теории» и воспитания молодёжи. История о его гибели была использована нацистами в пропагандистских целях.

## Важнейшие достижения
- Чемпион Европы (1936)

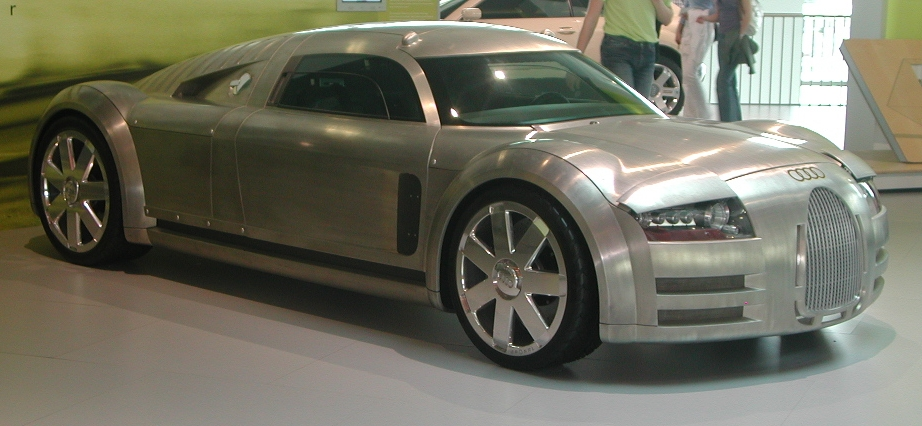
Концепт 2000 г. Audi Rosemeyer названный в честь гонщика.

- Победитель Гран-при Чехословакии (1935)
- Победитель Эйфельских гонок (1936)
- Победитель Гран-при Германии (1936)
- Победитель Гран-при Швейцарии (1936)
- Победитель Гран-при Италии (1936)
- Победитель Коппа Ачербо, Гран-при Пескары, Гран-при Италии (1936)
- Победитель Горного приза Германии (1936)
- Победитель Эйфельских гонок (1937)
- Победитель Коппа Ачербо, Гран-при Пескары, Гран-при Италии (1937)
- Победитель Кубка Вандербильдта (1937)
- Победитель Гран-при Донингтона (1937)

## Результаты в Чемпионате Европы
| Год  | Команда    | Производитель | 1        | 2     | 3        | 4        | 5     | Место | Очки* |
| ---- | ---------- | ------------- | -------- | ----- | -------- | -------- | ----- | ----- | ----- |
| 1935 | Auto Union | Auto Union    | BEL      | GER 4 | SUI 3    | ITA сход | ESP 5 | 5     | 25    |
| 1936 | Auto Union | Auto Union    | MON сход | GER 1 | SUI 1    | ITA 1    |       | 1     | 10    |
| 1937 | Auto Union | Auto Union    | BEL      | GER 3 | MON сход | SUI сход | ITA 3 | 7=    | 28    |